# Krokevatnet
Der Krokevatnet (norwegisch für Hakensee, russisch Озеро Зигзаг Osero Sigsag, deutsch ‚Zickzacksee‘) ist ein kleiner See an der Prinzessin-Astrid-Küste des ostantarktischen Königin-Maud-Lands. In der Schirmacher-Oase liegt er auf der Westseite des Krokevassfjellet. 
Russische Wissenschaftler benannten ihn. Wissenschaftler des Norwegischen Polarinstituts übertrugen diese Benennung ins Norwegische.